# 宗佐厄神八幡神社
厄除八幡宮は、兵庫県加古川市八幡町野村にある神社である。通称は厄神さん。
厄除の大神として広く知られる。旧社格は郷社。

## 祭神
- 主座 - 品陀別命（八幡大神）
- 脇座 - 息長足媛命
- 脇座 - 仲姫命

## 歴史
社伝によれば天平感宝元年（749年）に孝謙天皇の勅願所として創建された。
厄除八幡・厄神という名称は、神護景雲3年（769年）に和気清麻呂が宇佐八幡宮に向かう道中で道鏡の刺客に襲われたとき、巨大な猪が現れて和気清麻呂を救ったという伝説に由来する。
村上天皇の勅宣を受けて応和年間（961年-964年）に大規模な社殿が造営されるが、天正6年（1578年）の三木合戦の兵火を受けて社殿をはじめとする建物はすべて焼失した。現在の社頭は天正16年（1588年）の造営によるものである。明治7年（1874年）2月に郷社に列した。
郊外の田園地帯に位置する境内は平素静かな佇まいであるが、播磨三大祭りの一つとされる厄除大祭には毎年日本各地から30数万人の参拝者が訪れ賑わう。

## 境内
出典: 
- 手水舎
- 二社の宮 - 天満社に菅原道真、秋葉社に火之迦具土神を祀る
- 五社の宮 - 天照皇大宮、高良社、若宮八幡宮、武塔天社、愛宕社で構成される
- 社務所
- 本殿 - 1707年再建
- 神楽殿
- 授与所
- 内拝殿 - 1822年再建
- 外拝殿 - 1936年再建
- 稲荷社
- 神輿庫 - 1925年築

### ギャラリー

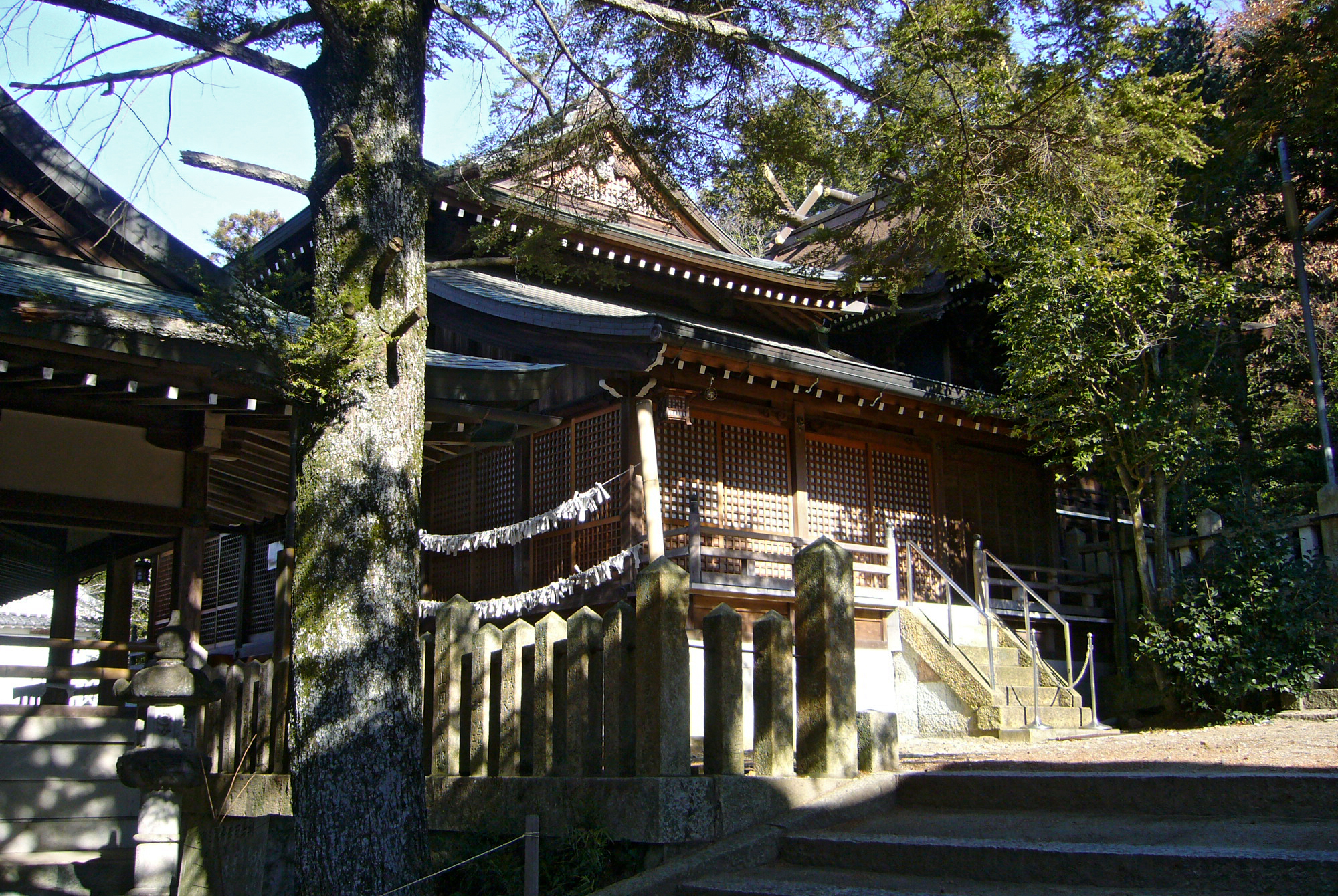
内拝殿
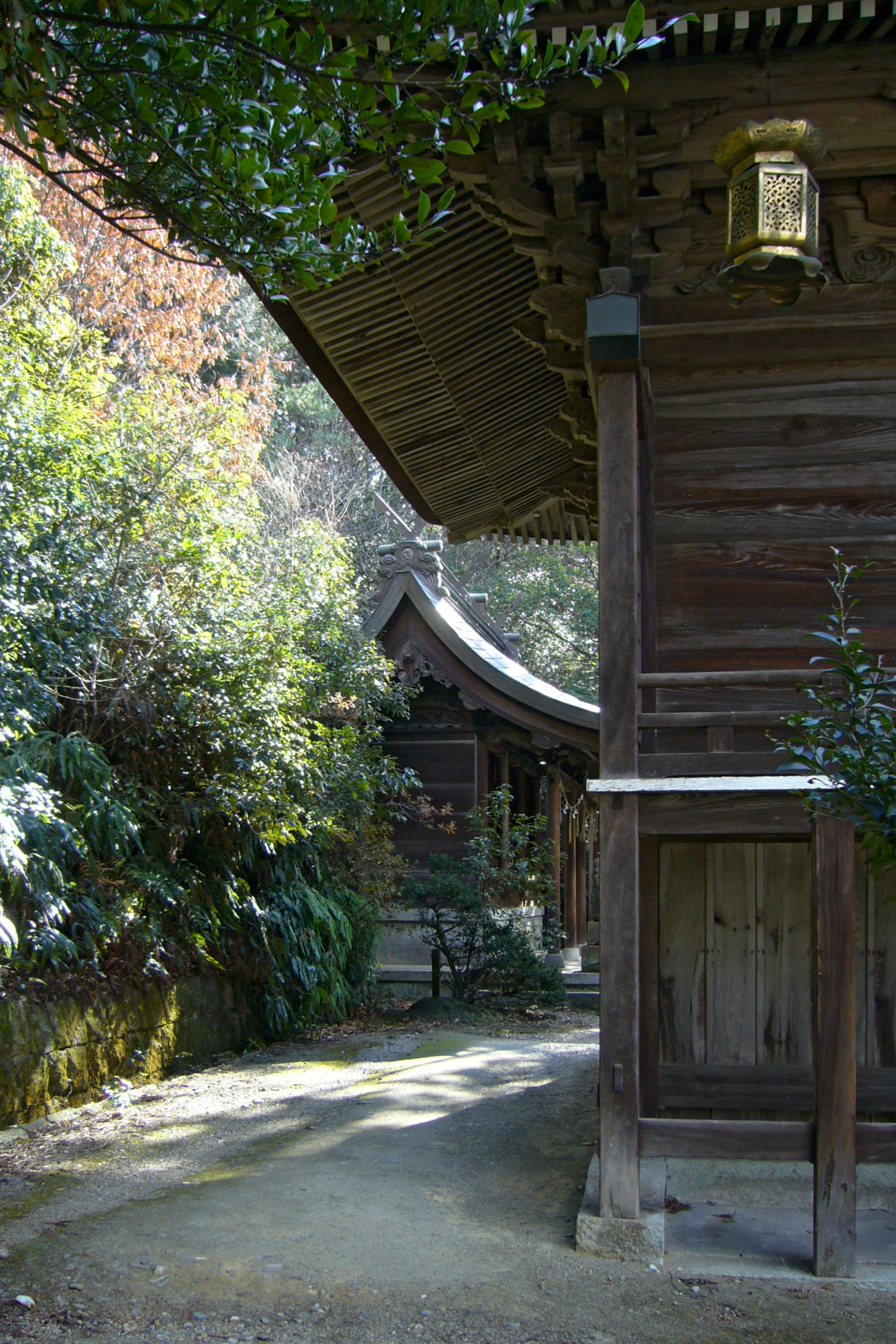
本殿（手前）、五社の宮（奥）
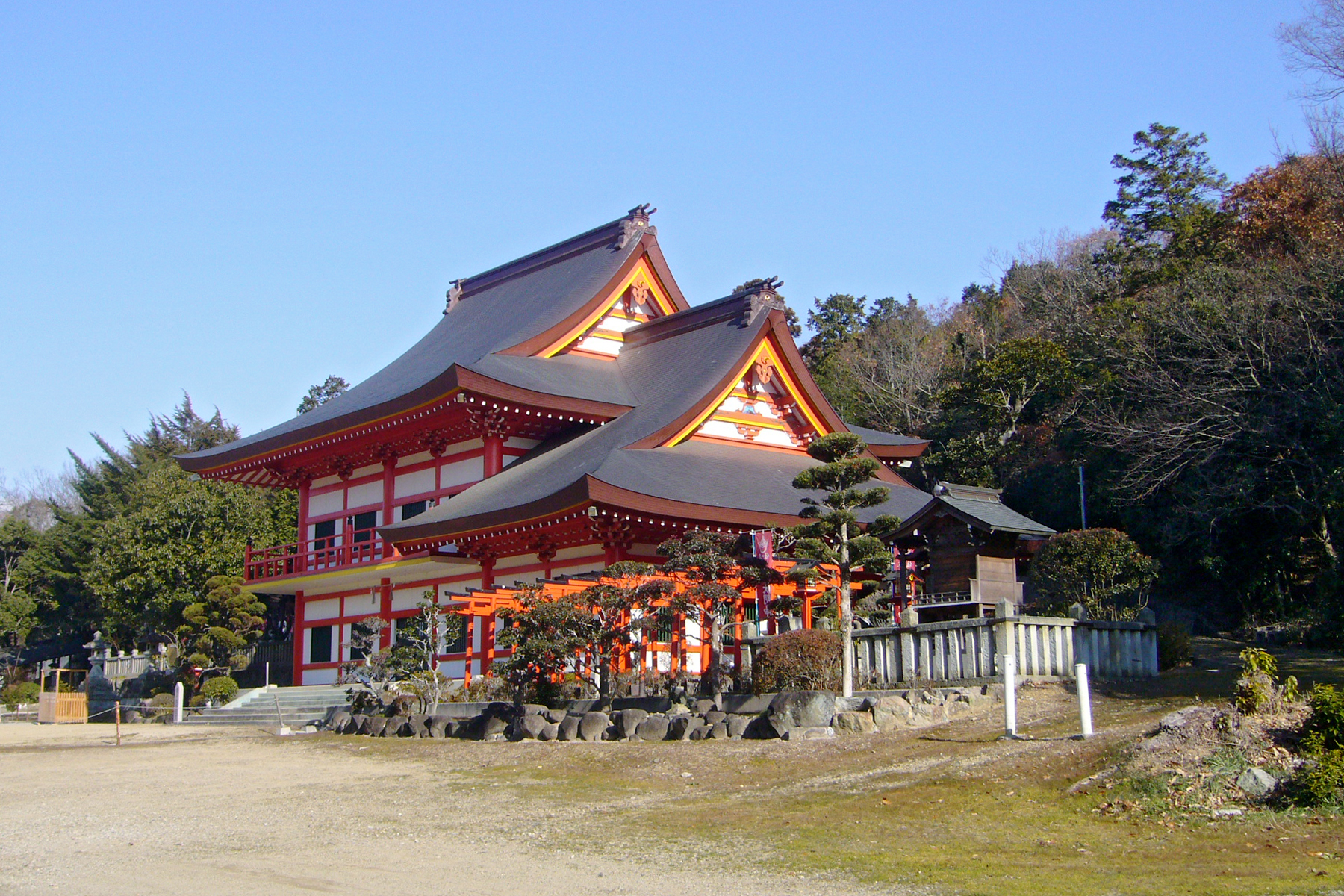
神楽殿

## 主な神事

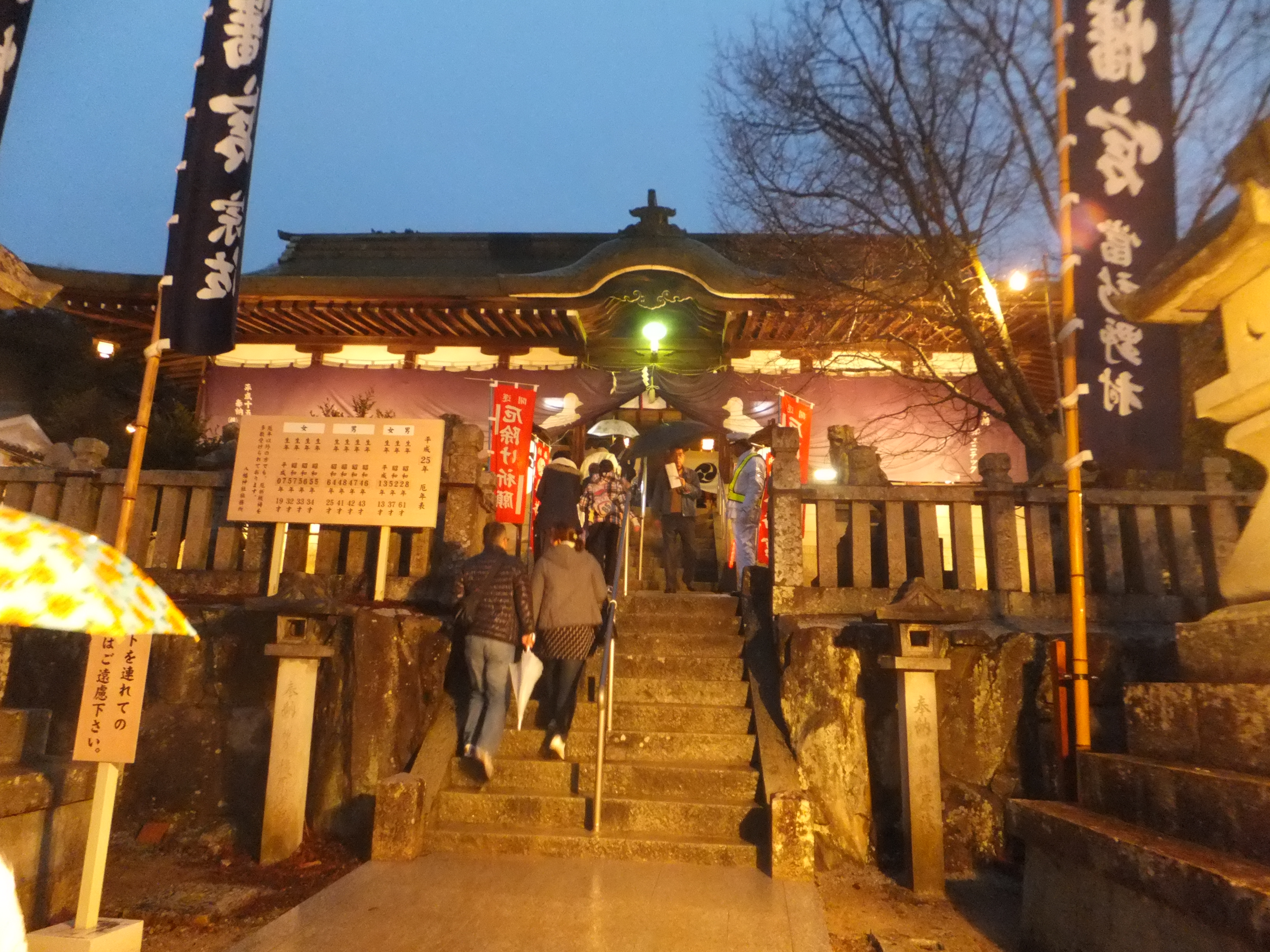
宗佐厄神八幡神社の厄除大祭の様子

出典: 
- 1月1日 - 歳旦祭
- 1月2日 - 年頭祈願祭
- 1月3日 - 元始祭
- 2月11日 - 紀元祭
- 2月中旬土日 -  厄除大祭
- 5月24日 - 小宮八社祭
- 6月30日 - 大祓
- 7月15日 - 夏祭
- 10月第2土日 - 秋祭
- 11月3日 - 明治祭
- 11月15日 - 七五三祭
- 11月23日 - 新嘗祭
- 12月23日 - 天長祭
- 12月31日 - 除夜祭
- 12月31日 - 大祓

## 現地情報
所在地
- 兵庫県加古川市八幡町野村580

交通アクセス
- 最寄駅：JR加古川線 厄神駅下車後、徒歩約30分

周辺
- 西条廃寺跡（北山公園）
- 西条古墳群（国の史跡）
  - 行者塚古墳
  - 尼塚古墳
  - 人塚古墳
- 城山
  - 西条八幡神社
  - 愛宕神社
- 稲根神社（二塚古墳）
- 宮山遺跡
- 日岡山公園
  - 日岡御陵
  - 日岡神社